# Sweet potato haupia pie
La sweet potato haupia pie o purple sweet potato haupia pie è un dolce hawaiano.

## Caratteristiche
La sweet potato haupia pie è una variante molto ricca della sweet potato pie degli Stati Uniti meridionali in cui vengono utilizzate le patate dolci dell'Isola di Okinawa, che sono di colore viola. Il dolce hawaiano viene preparato durante tutto l'anno. La sweet potato haupia pie è a tre strati, ciascuno dei quali presenta un ingrediente diverso: la base è composta di noci macadamia, lo strato intermedio contiene le patate dolci, mentre la copertura è a base di haupia, che deve essere aggiunto quando i due strati inferiori si sono solidificati a sufficienza durante il raffreddamento dei due strati inferiori della sweet potato haupia pie. Le patate di Okinawa hanno un sapore caratteristico, pertanto viene sconsigliato l'utilizzo di altri tuberi dolci per la preparazione della torta. Durante la loro cottura, le patate dolci devono raggiungere un grado di dolcezza ottimale e diventare viola scuro.